# Albin Gutman
Albin Gutman [álbin gútman], slovenski športni pedagog, general in veteran vojne za Slovenijo, * 17. december 1947, Novo mesto.
Generalpodpolkovnik Gutman je bivši načelnik Generalštaba Slovenske vojske (imenovan 1. junija 2006) in do sedaj tudi edini, ki je ta položaj zasedal dvakrat. S 1. majem 2009 ga je zamenjal generalmajor Alojz Šteiner.

## Življenjepis
Leta 1975 je končal častniško šolo pehote v JLA, nato pa se je naslednje leto zaposlil v občinskem štabu TO RS v Novem mestu. Tu je ostal do leta 1983, ko je postal poveljnik 52. brigade TO RS. Leta  1986 je bil imenovan za sekretarja sekretariata za obrambo Občine Novo mesto in hkrati za člana občinskega izvršnega sveta. Ta dva položaja je zasedal vse do 4. oktobra 1990, ko je bil s činom podpolkovnika imenovan za poveljnika Dolenjske pokrajinske TO (oz. poznejšega 2. pokrajinskega poveljstva SV); položaj je zasedal tudi med slovensko osamosvojitveno vojno, pri čemer je bil med vojno tudi vodja koordinacijske podskupine za Dolenjsko. V tem času je Dolenjska pokrajina obsegala področja naslednjih takratnih občin: Brežice, Črnomelj, Kočevje, Krško, Metlika, Novo mesto, Ribnica, Sevnica in Trebnje.
Po osamosvojitvi je bil aprila 1992 imenovan za namestnika ministra za obrambo Republike Slovenije (položaj je takrat zasedal Janez Janša) in 26. januarja 1993 za državnega sekretarja na istem ministrstvu; na položaju državnega sekretarja je ostal le do 15. maja istega leta, saj je bil imenovan za načelnika Generalštaba Slovenske vojske. Na tem položaju je ostal vse do leta 1998 in naslednje leto (1999) je postal glavni inšpektor za obrambo ter bil od leta 2003 vojaški svetovalec obrambnega ministra. Na predlog obrambnega ministra Karla Erjavca ga je Vlada Republike Slovenije 1. junij 2006 ponovno imenovan na položaj načelnika GŠSV. Primopredaja med generalmajorjem Ladislavom Lipičem in Gutmanom je potekala 9. junija istega leta v Vojašnici Franca Rozmana Staneta.
23. aprila 2009 ga je vlada, na predlog obrambne ministrice Ljubice Jelušič, razrešila s položaja in na njegovo mesto s 1. majem 2009 imenovala generalmajorja Alojza Šteinerja. Primopredajo sta Gutman in Šteiner opravila 5. maja 2009 na MORS-u Gutman je nato vojaško kariero nadaljeval v Direktoratu za obrambno politiko MORS. Iz aktivne vojaške službe se je upokojil 30. decembra 2010.
15. decembra 2009 je bil proti bivšemu obrambnemu ministru Erjavcu in njemu vložen obtožni predlog zaradi domnevnega nevestnega dela pri nabavi oklepnikov Patria. 4. aprila 2011 je Okrajno sodišče v Ljubljani razsodilo, da oba nista kriva očitanega dejanja.
Diplomiral je na Pedagoški akademiji v Ljubljani (kot športni pedagog) in opravil specializacijo na Fakulteti za socialno delo v Ljubljani. Na področju vojaškega šolstva pa je v Slovenski vojski končal še: Šolo za rezervne častnike SV, Poveljniško-štabno akademijo kopenske vojske za poveljnike bojnih brigad, Poveljniško-štabno šolo SV (slednjo je končal leta 2001 z zaključno nalogo Globalizacija v desetletju multipolarnosti in oblikovanja nove geografije sveta (COBISS)), generalštabni program in tečaj za inšpektorja za obrambo.

## Napredovanja
- General (Slovenska vojska)
- generalpodpolkovnik: 1997[15]
- brigadir: 19. junij 1993

## Odlikovanja in priznanja
Slovenska
- srebrni častni znak svobode Republike Slovenije za izjemne zasluge pri obrambi svobode in uveljavljanju suverenosti Republike Slovenije: 1992[16]
- red generala Maistra 2. stopnje z meči: 26. december 1992[5]
- red generala Maistra 1. stopnje[5]: 16. maj 1993
- red Slovenske vojske na lenti[5]: 6. maj 1998
- zlata medalja Slovenske vojske[5]: ?
- zlata plaketa Slovenske vojske[5]: ?
- bojni znak Poganci[5]: ?
- bojni znak Medvedjek[5]: ?
- bojni znak Krakovski gozd[5]: ?
- spominski znak Poganci (št. 69): 15. maj 1995
- spominski znak Obranili Slovenijo[5]
- spominski znak Premik 1991: 23. september 1997
- znak MSNZ 1990[5]
- spominski znak Poveljniki pokrajinskih štabov TO 1991: 23. junij 1998
- spominski znak Republiška koordinacija 1991[17]
- spominski znak ob deseti obletnici vojne za Slovenijo: 10. september 2001

Tuja
- red legije časti: 1998[5]

## Zanimivosti
V zbirki Vojaškega muzeja Slovenske vojske se nahaja tudi njegova službena uniforma iz let 1993-98.